# چوی وو سونگ
چوی وو سونگ (کره‌ای: 최우성؛ زادهٔ ۲۱ مه ۱۹۹۷) بازیگر اهل کره جنوبی است. او بیشتر به خاطر ایفای نقش در مجموعه تلویزیونی هم‌اتاقی من یک گومیهو است (۲۰۲۱) شناخته می‌شود.

## فیلم‌شناسی

### فیلم
| سال  | عنوان       | نقش         | توضیحات  | منابع |
| ---- | ----------- | ----------- | -------- | ----- |
| ۲۰۲۱ | دابل پتی    | گانگستر     | بیت پارت |       |
| ۲۰۲۲ | اشتراک اتاق | هان جی وونگ |          | [ ۲ ] |

### مجموعه تلویزیونی
| سال  | عنوان                     | نقش           | توضیحات                   | منابع  |
| ---- | ------------------------- | ------------- | ------------------------- | ------ |
| ۲۰۱۹ | نوازش قلبت                | پیشخدمت       | سیاهی‌لشکر؛ قسمت ۱۶        |        |
| ۲۰۱۹ | لحظه‌ای در هجده سالگی      | ایم گون هیوک  | بازیگر مهمان؛ قسمت ۳–۵    | [ ۳ ]  |
| ۲۰۱۹ | خوش آمدی به زندگی         | اوه یونگ شیک  | بازیگر مهمان؛ قسمت ۱، ۱۶  | [ ۴ ]  |
| ۲۰۲۰ | پادشاه: سلطنت ابدی        | کیم کی وون    |                           | [ ۵ ]  |
| ۲۰۲۰ | مشکلی نیست که خوب نباشی   | اوه چا یونگ   |                           | [ ۶ ]  |
| ۲۰۲۱ | او هرگز نخواهد فهمید      | کو میونگ جین  |                           | [ ۷ ]  |
| ۲۰۲۱ | خانه جن‌زده خود را بفروشید | هیونگ شیک     | بازیگر مهمان؛ قسمت ۱–۲، ۹ | [ ۸ ]  |
| ۲۰۲۱ | هم‌اتاقی من یک گومیهو است  | لی دان        |                           | [ ۹ ]  |
| ۲۰۲۱ | دانشگاه پلیس              | یون سونگ بوم  | بازیگر مهمان؛ فصل ۱–۲، ۱۶ | [ ۱۰ ] |
| ۲۰۲۱ | مالیخولیا                 | جانگ گیو یونگ |                           | [ ۱۱ ] |
| ۲۰۲۲ | اوپنینگ - اکس‌اکس+اکس‌وای   | بانگ گو رام   | درام تک قسمتی             | [ ۱۲ ] |
| ۲۰۲۴ | بازرس ارشد ۱۹۵۸           | چو کیونگ هوان |                           | [ ۱۳ ] |

### مجموعه اینترنتی
| سال  | عنوان           | نقش        | توضیحات | منابع  |
| ---- | --------------- | ---------- | ------- | ------ |
| ۲۰۱۸ | بهترین کار تیمی | چوی جون هو |         |        |
| ۲۰۱۹ | تریپل فلینگ     | کیم ته یون | فصل ۲   | [ ۱۴ ] |
| ۲۰۲۴ | رانینگ میت      | نو سه هون  |         | [ ۱۵ ] |

## جوایز و نامزدی‌ها
| مراسم جوایز        | سال  | دسته                      | نامزد / اثر | نتیجه | منابع  |
| ------------------ | ---- | ------------------------- | ----------- | ----- | ------ |
| جوایز سینماتوگرافی | ۲۰۲۲ | بهترین بازیگر تازه‌کار مرد | اشتراک اتاق | برنده | [ ۱۶ ] |